# Valery Fernández Estrada
Valery Fernández (La Escala, Gerona, 23 de noviembre de 1999) es un futbolista español que juega como centrocampista en el Real Zaragoza de la Segunda División de España.

## Trayectoria
Se unió a La Masia del Fútbol Club Barcelona en 2011, después de formarse en las categorías inferiores del Palamós C. F. y del Girona F. C. En 2014 regresó a Girona para fichar por F. C. L'Escala de la Primera Catalana, donde hizo su debut en el primer equipo con tan solo 15 años.
En 2018 regresó al Girona F. C. y firmó un nuevo contrato por tres años para cederlo al filial Club de Futbol Peralada de la Segunda División B, haciendo su debut el 26 de agosto, anotó el segundo de su equipo en un empate 2-2 contra el C. E. Sabadell F. C.
El 31 de octubre de ese año hizo su debut jugando de titular en el primer equipo en un empate 2-2 contra el Deportivo Alavés, de la Copa del Rey. Jugó su primer partido de Liga el 2 de diciembre en un empate 1-1 contra el Club Atlético de Madrid. En la temporada 2020-21 un doblete suyo le valió al Girona el pase a octavos de final de la Copa del Rey.
El 30 de agosto de 2024, tras haber disputado 148 encuentros con el Girona F. C., fue cedido una temporada al R. C. D. Mallorca. Tras la cesión volvió al conjunto catalán, con el que llegó a un acuerdo para su desvinculación el 7 de agosto de 2025. El día siguiente se unió al Real Zaragoza con un contrato por tres años.

## Estadísticas

### Clubes
Actualizado al último partido disputado el 18 de mayo de 2025.
| Club                       | Div.          | Temporada     | Liga  | Liga  | Copas nacionales | Copas nacionales | Copas internacionales | Copas internacionales | Total | Total |
| Club                       | Div.          | Temporada     | Part. | Goles | Part.            | Goles            | Part.                 | Goles                 | Part. | Goles |
| -------------------------- | ------------- | ------------- | ----- | ----- | ---------------- | ---------------- | --------------------- | --------------------- | ----- | ----- |
| C. F. Peralada · España    | 2.ª B         | 2018-19       | 8     | 1     | ―                | ―                | ―                     | ―                     | 8     | 1     |
| C. F. Peralada · España    | Total club    | Total club    | 8     | 1     | 0                | 0                | 0                     | 0                     | 8     | 1     |
| Girona F. C. · España      | 1.ª           | 2018-19       | 17    | 0     | 5                | 1                | ―                     | ―                     | 22    | 1     |
| Girona F. C. · España      | 2.ª           | 2019-20       | 11    | 0     | 0                | 0                | ―                     | ―                     | 11    | 0     |
| Girona F. C. · España      | 2.ª           | 2020-21       | 16    | 2     | 3                | 2                | ―                     | ―                     | 19    | 4     |
| Girona F. C. · España      | 2.ª           | 2021-22       | 28    | 1     | 1                | 0                | ―                     | ―                     | 29    | 1     |
| Girona F. C. · España      | 1.ª           | 2022-23       | 25    | 0     | 2                | 0                | ―                     | ―                     | 27    | 0     |
| Girona F. C. · España      | 1.ª           | 2023-24       | 27    | 2     | 5                | 2                | ―                     | ―                     | 32    | 4     |
| Girona F. C. · España      | Total club    | Total club    | 124   | 5     | 16               | 5                | 0                     | 0                     | 140   | 10    |
| R. C. D. Mallorca · España | 1.ª           | 2024-25       | 18    | 2     | 1                | 0                | ―                     | ―                     | 19    | 2     |
| R. C. D. Mallorca · España | Total club    | Total club    | 18    | 2     | 1                | 0                | 0                     | 0                     | 19    | 2     |
| Real Zaragoza · España     | 2.ª           | 2025-26       | 0     | 0     | 0                | 0                | ―                     | ―                     | 0     | 0     |
| Real Zaragoza · España     | Total club    | Total club    | 0     | 0     | 0                | 0                | 0                     | 0                     | 0     | 0     |
| Total carrera              | Total carrera | Total carrera | 150   | 8     | 17               | 5                | 0                     | 0                     | 167   | 13    |
| 1.                         |               |               |       |       |                  |                  |                       |                       |       |       |